# Фраунберг
Фраунберг (нем. Fraunberg) — община в Германии, в земле Бавария. 
Подчиняется административному округу Верхняя Бавария. Входит в состав района Эрдинг.  Население составляет 3354 человека (на 31 декабря 2010 года). Занимает площадь 42,37 км².